# 人才公园站
人才公园站是一个属于深圳地铁13号线的地铁车站，位于中华人民共和国广东省深圳市南山区科苑南路与创业路交叉口，得名自深圳人才公园。

## 车站结构
本站为地下三层岛式车站，北端站前并设有一条通往内湖全地下停车场的出入场线。

### 车站楼层
| 地面              | -      | 出入口 |   |  |
| 地下一层          | 站厅   | 售票机、客务中心、车站控制室                                                                                                  |   |  |
| 地下二层          | 设备层 | 出入场线轨行区、设备区 |   |  |
| 地下三层          | 月台   | \| \| 1 \| 13號線往深圳湾口岸（終點站） \| \| \| \| 島式 · 開左邊车门 \| \| \| \| \| \| \| \| 13號線往高新中（海） \| 2 \| \| |   |  |
|                   | 1      | 13號線往深圳湾口岸（終點站）                                                                                                  |   |  |
| 島式 · 開左邊车门 |        | |   |  |
|                   |        | 13號線往高新中（海） | 2 |  |

### 出入口
| 出口編號              | 可前往的目的地           |
| --------------------- | ------------------------ |
| 出口 · A              | 科苑大道東側             |
| 出口 · B · 升降机标志 | 創業路北側、科苑南路西側 |
| 出口 · C              | 創業路（西）             |
| 出口 · D              | 南山中心路東側           |

## 历史
- 2017年7月26日，深圳市地铁集团有限公司发布《深圳市城市轨道交通13号线工程环境影响报告书》，其中包含本站，工程名为登良东站[3]。
- 2019年8月5日，本站冠梁及支撑梁首件验收顺利通过[1]。
- 2019年8月16日，本站顺利完成第一百幅地连墙浇筑[4]。
- 2019年9月27日，本站至深圳湾口岸站区间明挖段第一块底板混凝土顺利浇筑完成[5]。
- 2020年8月31日，本站主体结构封顶[6]。
- 2020年11月16日，本站至深圳湾口岸站区间左线隧道顺利贯通，是全线第三组贯通的双线区间[7]。
- 2021年1月27日，本站基坑围护及地基基础处理分部验收顺利通过[8]。
- 2021年4月26日，本站主体结构分部验收与地下防水分部验收顺利通过[8]。
- 2021年4月29日，本站开展了站厅层 16-30 轴/A-D 轴含外挂部分子单位转序中间验收，验收范围内所含分部（子分部）工程的质量均验收合格[8]。
- 2021年7月12日，本站站台层土建子单位工程转序中间验收顺利通过[8]。
- 2022年4月22日，深圳市规划和自然资源局发布《关于〈深圳市轨道四期相关线路站名规划〉批准方案的公告》，本站由工程名“登良东站”更名为正式站名“人才公园站”[9]。
- 2022年11月2日，本站D出入口主体结构顺利封顶[2]。